# اوروتیدین
اوروتیدین (به انگلیسی: Orotidine) با فرمول شیمیایی C۱۰H۱۲N۲O۸ یک ترکیب شیمیایی با شناسه پاب‌کم ۹۲۷۵۱ است. که جرم مولی آن 288.213 g/mol می‌باشد. 